# 彌生站 (北海道)

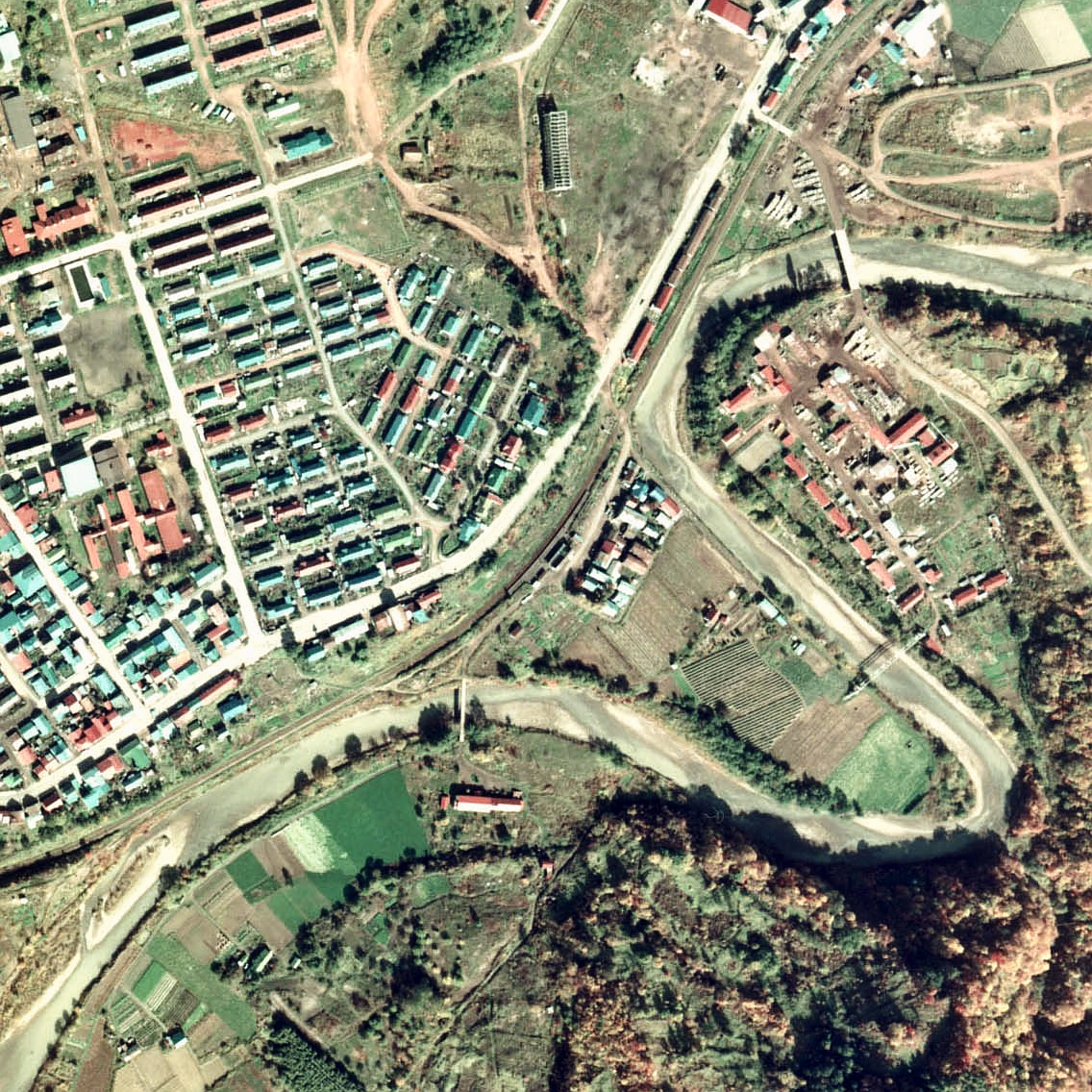
1976年的彌生站與方圓500米範圍。左下方是岩見澤方向。車站位於彎位上，月台以石建成，當時設有1面1線的單式月台。

彌生站（日语：／ Yayoi eki */?）是位於北海道三笠市彌生町1丁目，北海道旅客鐵道（JR北海道）的幌內線車站（廢站）。隨著幌內線全線廢線，車站在1987年（昭和62年）7月13日廢除。此站為彌生地區（現時：彌生町）居民的請願站。

## 歷史
- 1927年（昭和2年）：東邦炭礦株式會社彌生礦在此站位置至靠近三笠一方本線旁邊鋪設路軌，設置了選煤場和料斗（連接幾春別站的馬車軌道廢除）。
- 1931年（昭和6年）：東邦炭礦彌生礦，靠近三笠一方的設施廢除，此站位置至靠近幾春別一方鋪設路軌，設置了選煤場和料斗。
- 1945年（昭和20年）4月30日：住友礦業收購東邦炭礦和彌生礦。
- 1948年（昭和23年）1月25日：運輸省幌內線彌生臨時乘降場啟用[1]。
- 1951年（昭和26年）12月20日：升級為車站[2]。開始設有客運業務，開始處理行李[2]。
- 1960年（昭和35年）10月1日：住友石炭礦業（日语：住石マテリアルズ）彌生煤礦與奔別煤礦合併。改於奔別一方運出煤炭，靠近彌生一方的設施廢除。同時專用線廢除。
- 1967年（昭和42年）：成為業務委託車站。
- 1970年（昭和45年）：彌生煤礦關閉。
- 1981年（昭和56年）5月25日：結束處理行李[3]。成為無人車站[4]。
- 1984年（昭和59年）2月1日：成為簡易委託車站。
- 1987年（昭和62年）
  - 1月28日：車站大樓發生火警而燒毀，起因有可疑。
  - 4月1日：伴隨國鐵分割民營化，車站由北海道旅客鐵道（JR北海道）營運[1]。
  - 7月13日：幌內線全線廢除，此站也廢除[1][5]。

### 站名的由來
車站名稱取自地區名稱。當地開設了彌生煤礦。在1914年（大正3年），村井彌吉開始嘗試勘探，翌年正式開採，「由於開採時期為彌生（農曆三月）的節句（3月3日）」，因此該煤礦名為彌生煤礦。由於該處土地由東邦炭礦擁有，加上當地開始發展，因此當地地區名稱定為「彌生」。

## 車站構造
截至車站廢除前，此站是地面車站，設有1面1線的單式月台。此站是簡易委託車站。在1987年1月尾，車站大樓發生縱火，使大樓全被燒毀。

## 車站周邊
- 三笠彌生郵局
- 北海道中央巴士（日语：北海道中央バス）「彌生町」巴士站

## 相鄰車站
北海道旅客鐵道
幌內線
唐松－彌生－幾春別

## 注腳
1. 1 2 3 4 5  石野哲（編）. . JTB. 1998: 842. ISBN 978-4-533-02980-6 （日语）.
2. 1 2  「日本国有鉄道公示第336号」《官報》1951年12月14日（日語）（國立國會圖書館數碼化收藏）
3. ↑  . 官報. 1981-05-23 （日语）.
4. ↑  . 鐵道公報 (日本國有鐵道總裁室文書課). 1981-05-23: 2 （日语）.
5. ↑  今尾惠介《日本鉄道旅行地図帳》1號 北海道，新潮社，2008年，p.36
6. ↑  新三笠市史 平成5年1月發行。《わが社のあゆみ》住友石炭礦業 平成2年11月。